# Nièvre
El Nièvre (58) és un departament francès situat a la regió de Borgonya - Franc Comtat. Pren el seu nom del riu homònim. La seva capital és Nevers.

## Geografia
El departament és situat en el centre de França. Limita al nord amb Yonne, a l'est amb Costa d'Or i Saona i Loira, al sud amb Alier, a l'oest amb Cher i al nord-oest amb Loiret.

## Història
El Nièvre és un dels vuitanta-tres departaments creats el 4 de març de 1790, per l'Assemblea Constituent, en aplicació de la llei del 22 de desembre de 1789, durant la Revolució francesa. Es formà a partir de l'antiga província del Nivernais.
De 1960 a 2015 el Nièvre fue un departament de la regió de Borgonya.

## Administració
El govern de la república està representat al departament per un prefecte.
El departament és dividit en 4 districtes, 17 cantons, 11 estructures intercomunals i 309 comunes.